# Внешняя политика Монголии

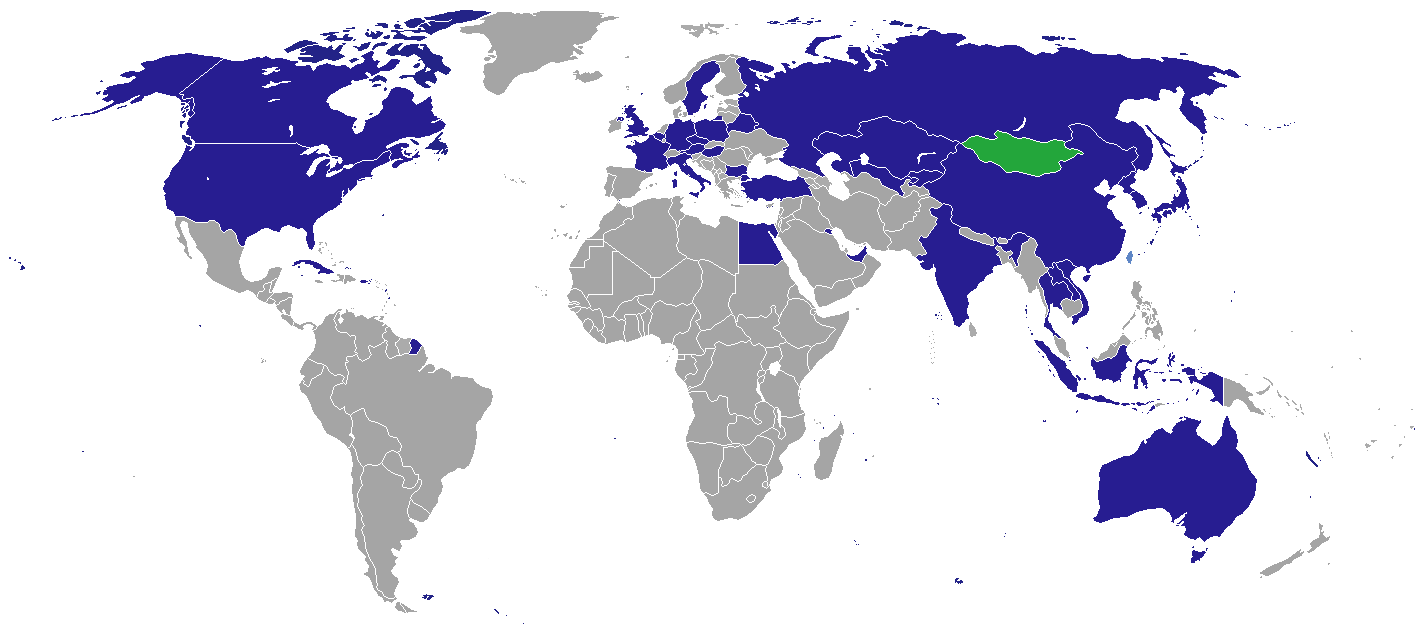
Страны, в которых находятся монгольские посольства. Светло-голубой цвет — страны, имеющие дипотношения, интересы которых представляют посольства в других странах.

Внешняя политика Монголии определяется её президентом и осуществляется Министерством иностранных дел Монголии.
Монголия — один из участников международных отношений. Является членом значительного числа международных организаций, включая ООН, ОБСЕ, ВТО, МВФ, АСЕМ и т. д.
Монголия имеет дипломатические отношения со 181 странами членами ООН. Монголия не имеет прямого выхода к морю и имеет общую границу только с РФ и КНР.
Имеет свои дипломатические представительства в более чем 35 странах мира.
Страна стремится развивать дружеские отношения со всеми странами членами ООН.
В сентябре 2015 года Президент Монголии объявил о статусе постоянного нейтралитета Монголии с трибуны ГА ООН.

## 
- Официальный сайт МИД Монголии